# Bistum Trujillo (Venezuela)
Das Bistum Trujillo (lat.: Dioecesis Truxillensis in Venetiola) ist eine in Venezuela gelegene römisch-katholische Diözese mit Sitz in Trujillo. Es umfasst den Bundesstaat Trujillo.

## Geschichte
Papst Pius XII. errichtete das Bistum Trujillo am 4. Juni 1957 mit der Apostolischen Konstitution In maximis officii aus Gebietsabtretungen des Erzbistums Mérida, dem es als Suffragandiözese unterstellt wurde.

## Bischöfe von Trujillo
- Antonio Ignacio Camargo (1957–1961)
- José Léon Rojas Chaparro (1961–1982)
- Vicente Ramón Hernández Peña (1982–2012)
- Cástor Oswaldo Azuaje Pérez OCD (2012–2021)
- José Trinidad Fernández Angulo (seit 2021)

## Einzelnachweise

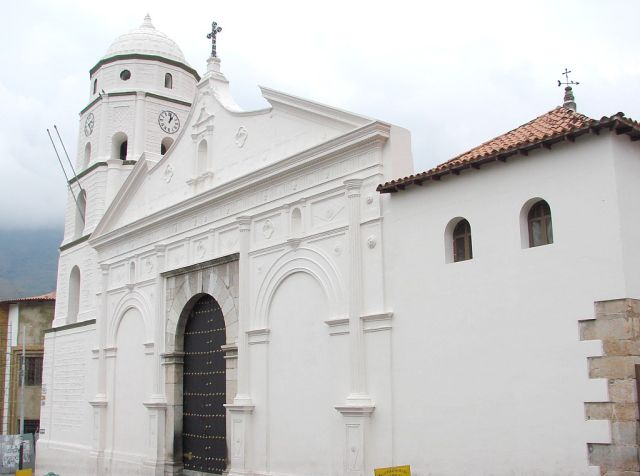
Kathedrale Nuestra Señora de la Paz